# Grzędy Górne
Grzędy Górne (niem. Oberkonradswaldau) – wieś w Polsce, położona w województwie dolnośląskim, w powiecie wałbrzyskim, w gminie Czarny Bór, u podnóża Pasma Lesistej (Góry Kamienne) oraz Krzeszowskich Wzgórz w Sudetach Środkowych.

## Podział administracyjny
W latach 1975–1998 miejscowość należała administracyjnie do województwa wałbrzyskiego.

## Demografia
Według Narodowego Spisu Powszechnego (III 2011 r.) liczyły 164 mieszkańców. Są najmniejszą miejscowością gminy Czarny Bór.

## Nazwa
1 czerwca 1948 nadano miejscowości, będącej wówczas administracyjnie związanej z Grzędami, polską nazwę Grzędy Górne.